# Kasachische Küche

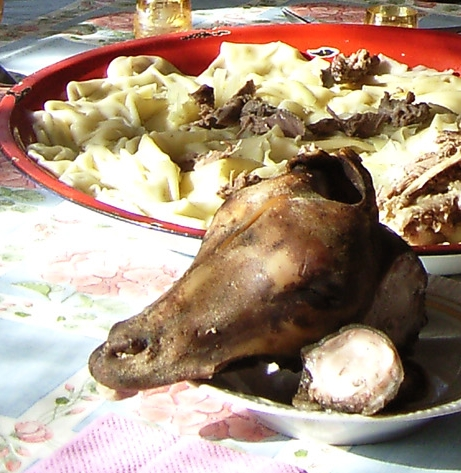
Beschbarmak mit Schafskopf für besondere Anlässe

Die kasachische Küche ist die Nationalküche Kasachstans. Sie hat ihre Wurzeln in den nomadischen Traditionen der Kasachen und ist bekannt für ihre Hammel- und Pferdefleischgerichte und Sauermilchprodukte.

## Speisen
Das Nationalgericht Kasachstans ist Beschbarmaq (бешбармақ). Es wird mit fettem, gekochtem Hammel- oder Pferdefleisch (oder beidem) zubereitet und zusammen mit lasagneähnlichen, hauchdünn ausgerollten, gekochten Teigfladen mit der Hand gegessen. Manchmal kommen noch Kartoffeln und Zwiebeln als Beilage dazu. Schuschyq oder Qasy (қазы, eine meist gekochte Wurst aus Pferdefleisch und -fett mit viel Knoblauch) wird auch oft mitgekocht oder dazu serviert. Beliebter ist Schafsfleisch.
Auch Mantı (kasachisch: Мәнті) sind sehr begehrt, mit Fleisch gefüllte Teigtaschen, die je nach Region mit verschiedenen Gewürzen und Kräutern zubereitet und in speziellen Töpfen dampfgegart werden.
Plow (плов), ein für ganz Zentralasien typisches Reisgericht mit Hammelfleisch und meist gelben Mohrrüben sowie das auch im Ausland bekannte Schaschlik sind weitere populäre Gerichte. Es wird immer mit Brot gegessen, oft rundem, ungesäuertem Fladenbrot.
Weitere beliebte Gerichte in Kasachstan sind u. a. Laghman (Lange Nudeln mit Brühe und etwas Gemüse); Samsa (Самса – im Tandur gebackene Teigtaschen, meist herzhaft gefüllt), Quyrdaq (қуырдақ – in Fett gebratene Leber, Lunge, Fleisch) und Kurt (құрт – Bällchen aus salzigem, getrocknetem Joghurt).
In Beibehaltung eines praktisch gewürzfreien Stils übernimmt die kasachische Küche weiterhin hauptsächlich Einflüsse aus den benachbarten zentralasiatischen und den ostslawischen Ländern (z. B. Pelmeni), während u. a. armenische, uigurische, dunganische und koreanische Küchen in der ganzen Region parallel existieren.

## Getränke
Kasachstan ist bekannt für seine Sauermilcherzeugnisse wie das Nationalgetränk Qymys (қымыз, gegorene Stutenmilch) und Schubat (шұбат, gegorene Kamelmilch).
Zum Tee werden neben Rosinen und Nüssen oft kleine, in Öl gebackene Teigbällchen, die Baursaki (бауырсақтар), serviert.